# Sang (aliment)
Pour les articles homonymes, voir Sang (homonymie).

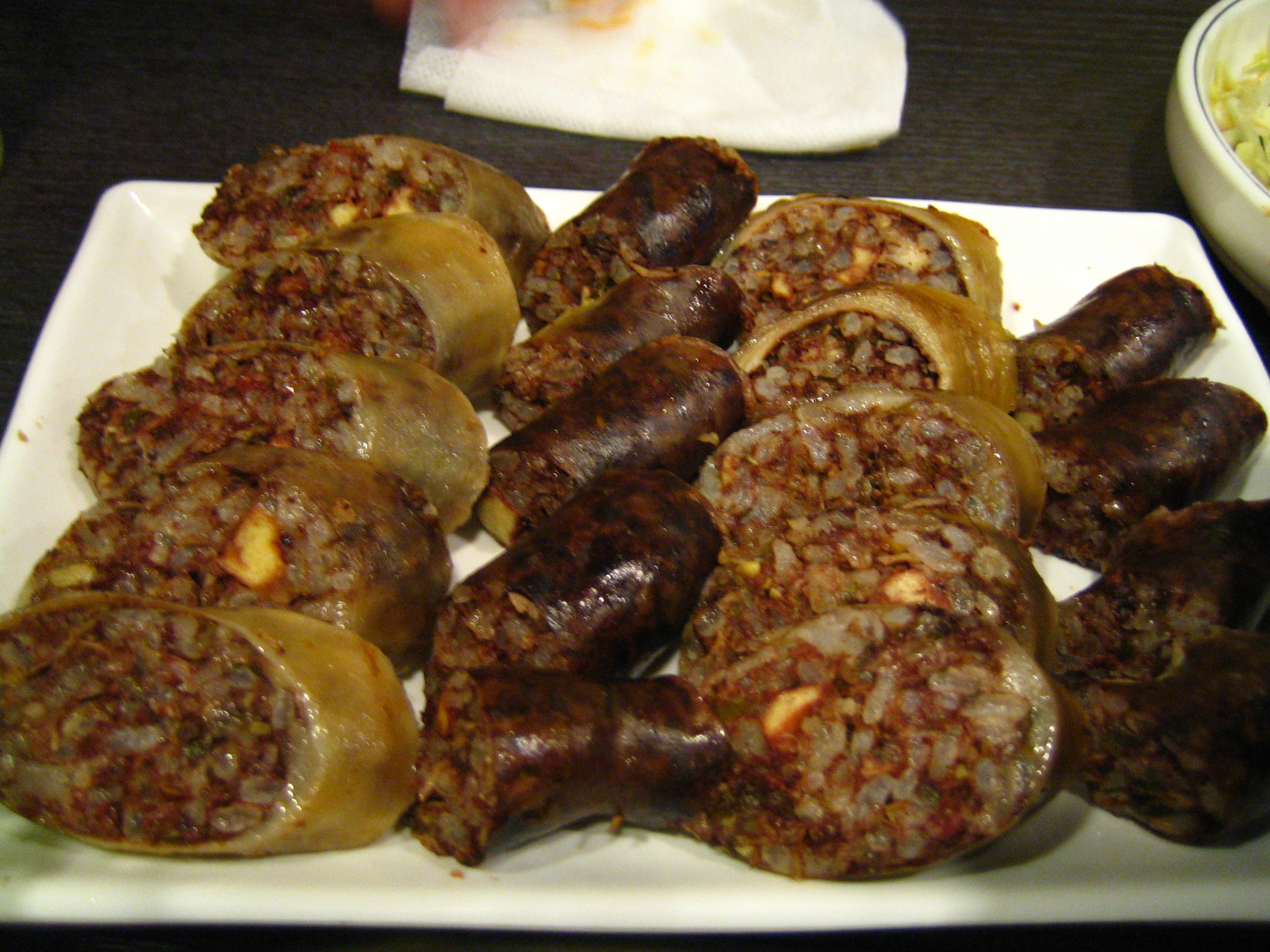
Le sundae, spécialité de boudin de Corée.

Le sang animal peut être consommé comme aliment, souvent en combinaison avec la viande, toutefois chez certaines cultures, il fait l'objet d'un tabou alimentaire.
Le sang peut être préparé sous forme de boudin noir, dans une soupe, comme épaississant pour les sauces, ou être conservé, salé, pour faire face à des périodes de pénurie alimentaire.
C'est un produit tiré des animaux domestiques, qu'on recueille sur place au moment où il peut s'écouler dans un récipient et être rapidement consommé ou transformé. Les Massaï de Tanzanie consomment, mélangé avec du lait, le sang de leur bétail vivant qu'ils prélèvent directement de la gorge de l'animal en laissant ensuite la blessure se cicatriser, mais dans de nombreuses cultures, l'animal est abattu.

## Types de préparation

### Boudin

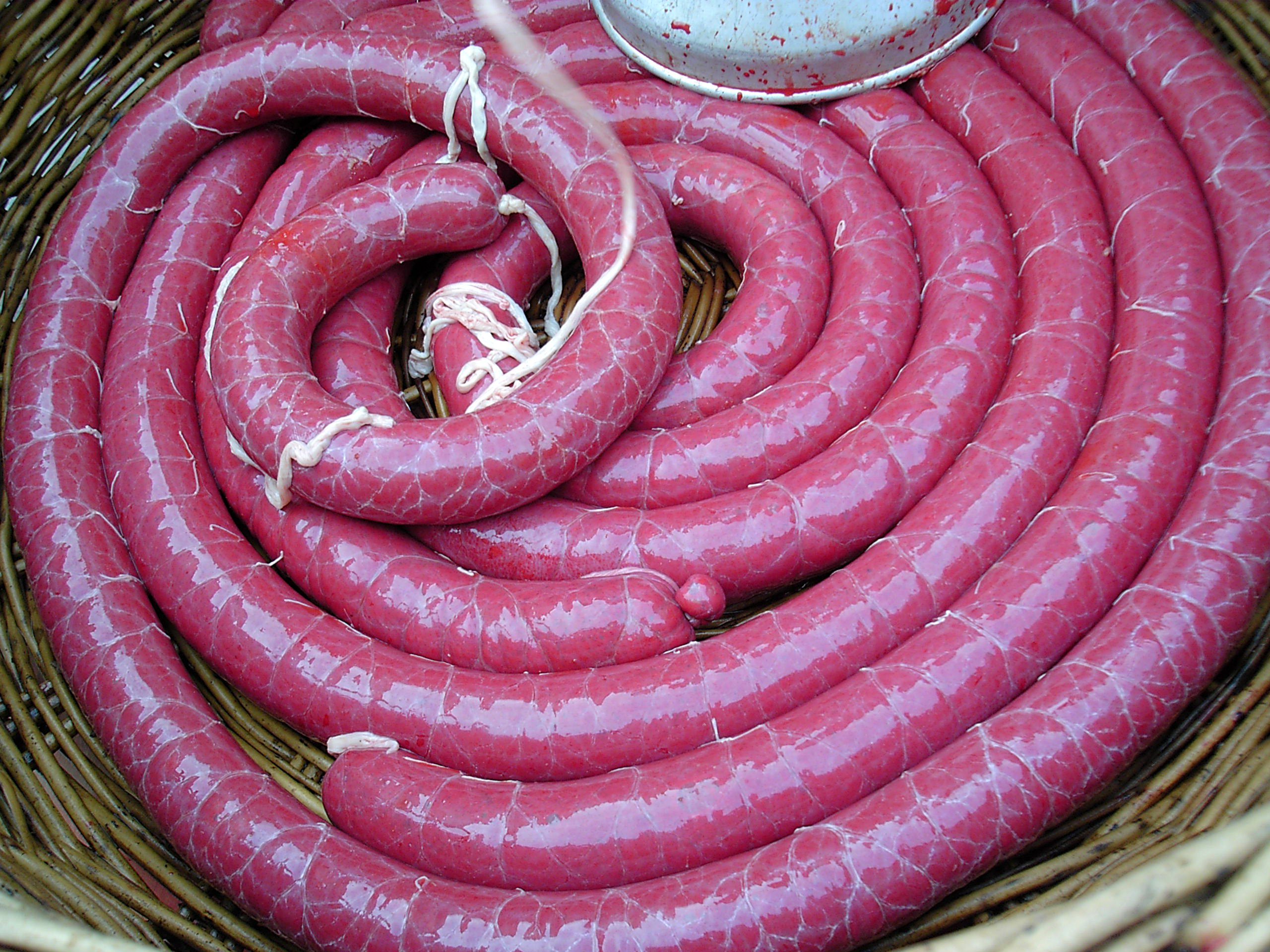
Boudin noir avant cuisson.

Un boudin est une sorte de saucisse cuite faite de sang animal additionné d'un agent de remplissage jusqu'à le rendre suffisamment épais pour qu'il se fige en refroidissant. On utilise le plus souvent du sang de porc ou de bœuf.
Pour le remplissage, on emploie généralement de la viande, du saindoux, du suif, du pain, du riz, de l'orge ou des flocons d'avoine.
Il existe de nombreuses variétés régionales de boudins : drisheen (Irlande), moronga (Nicaragua), black pudding (Royaume-Uni), Blutwurst, Zungenwurst (Allemagne), kishka (Europe de l'Est), kaszanka (Pologne), biroldo (Italie), morcilla (Espagne), mustamakkara (Finlande), verivorst (Estonie).

### Pain ou galette ou pancake
En Finlande, il y a le verileipä, le mustaleipä, et le Blodplättar.

### Soupe
En Pologne, il y a le czernina.

### Sang caillé
En Chine, il y a le "blood tofu (en)".
En France, il y a la sanguette ou sanquette.

### Sucré
En Russie, après la guerre, des barres sucrées appelées Hematogen (en) contenant du sang sont vendues à l'origine pour combattre l'anémie, puis ont finalement été utilisées comme des friandises.

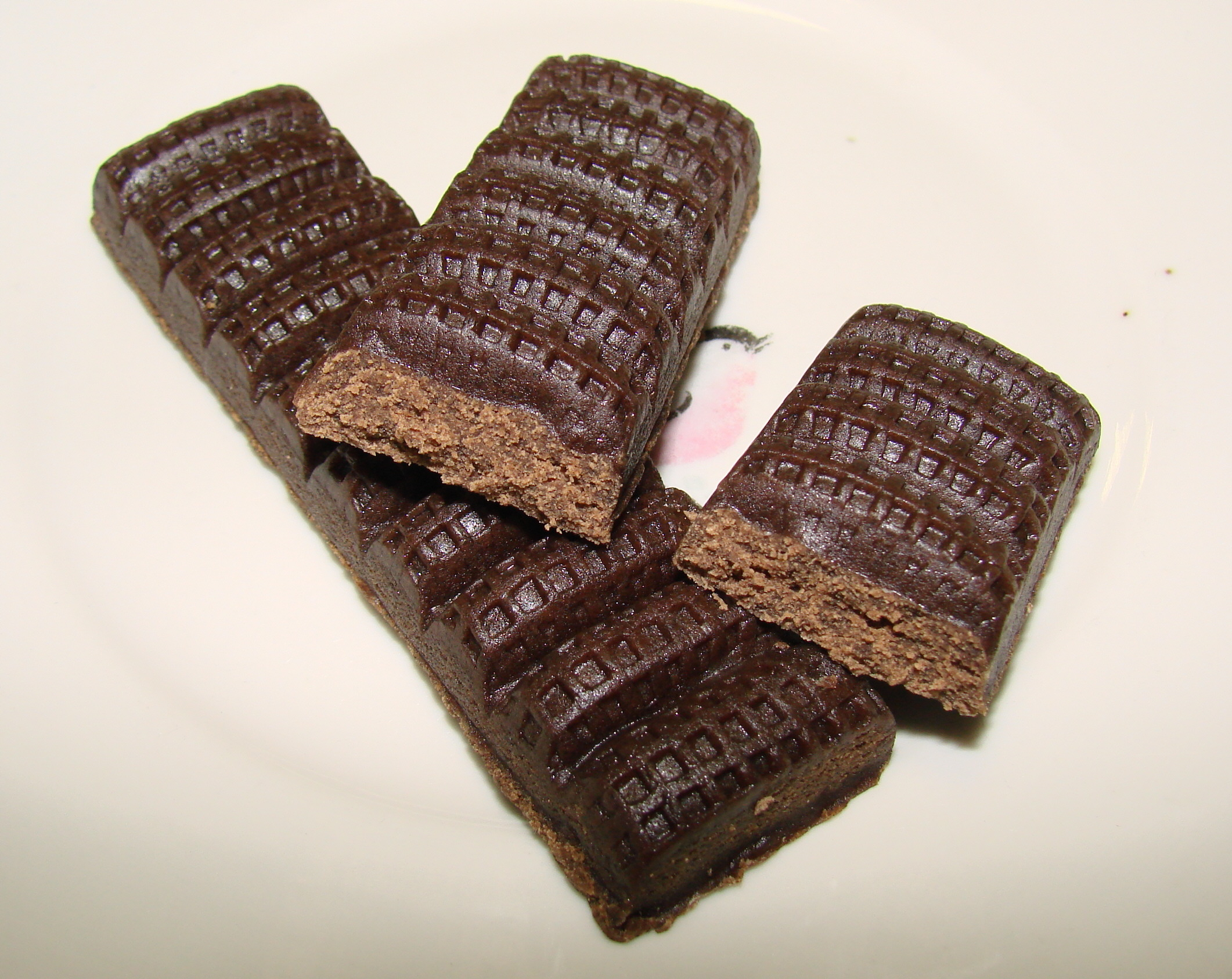
Hematogen, la friandise au sang